# I’m a Mess
«I’m a Mess» — совместная песня канадской исполнительницы Аврил Лавин и британского музыканта Yungblud (Доминик Харрисон) из делюксового издания седьмого альбома певицы Love Sux (2022). Она была выпущена в качестве третьего сингла с альбома 3 ноября 2022 года на лейблах DTA Records
и Elektra Records.

## История
Релиз песни «I’m a Mess» был анонсирован 24 октября 2022 года в прямом эфире, где Yungblud стриг волосы Лавин, при этом звучал фрагмент песни.

## Композиция
«I’m a Mess» это «медленная гитарная баллада», которая «начинается с того, что Лавин поёт об отсутствующем любимом человеке», а «ударные включаются позже, перед куплетом Yungblud, в котором артист из Донкастера говорит, что его жизнь „не была прежней с той ночи“. В припеве каждый из дуэта мечтает о воссоединении».

## Отзывы
«I’m a Mess» была положительно воспринята после выхода; Джек Роджерс из Rock Sound описал песню как «действительно прекрасную», и «открытую, экзистенциальную и сентиментальную песню о любви, о чувстве потери и одиночества, но знании, что есть кто-то ещё, кто может вернуть его в центр», далее отметив, что «дуэт прекрасно отскакивает и дополняет друг друга, делая этот трек, который останется с вами надолго после того, как он угаснет». Пишущая для Kerrang! Эмили Картер из Kerrang! назвала песню «милой, сентиментальной балладой».
Consequence назвал «I’m a Mess» песней недели, а Паоло Рагуза похвалил вокал Лавин и Yungblud, их «подлинное исполнение и искреннюю честность»; далее он отметил: «Если „I’m a Mess“ является каким-либо признаком, то следующий альбом Лавин может удвоить эту искренность, и она звучит лучезарно и по-настоящему вдохновенно. И с поп-роковым хуком, который принадлежит к лучшим припевам Лавин, „I’m a Mess“ — это запоминающийся шаг вперед как для [Yungblud], так и для Аврил Лавин».

## Чарты
| Чарт (2022—2023)                             | Высшая позиция |
| -------------------------------------------- | -------------- |
| Австралия (Australia Digital Tracks, ARIA)   | 25             |
| Бельгия/Фландрия (Ultratop 50)               | 44             |
| Канада (Digital Song Sales, Billboard)       | 34             |
| Канада (Billboard CHR/Top 40)                | 45             |
| Канада (Billboard Hot AC)                    | 27             |
| Чехия (Rádio — Top 100)                      | 38             |
| Япония (Billboard Japan)                     | 12             |
| Новая Зеландия (RMNZ)                        | 39             |
| Великобритания (OCC UK Singles Downloads)    | 25             |
| Великобритания (UK Singles Sales)            | 28             |
| США (Billboard Adult Contemporary)           | 22             |
| США (Billboard Adult Pop Airplay)            | 12             |
| США (Billboard Hot Rock & Alternative Songs) | 28             |
| США (Billboard Pop Airplay)                  | 24             |

## История релиза
| Регион | Дата           | Формат                                                                                | Лейбл               | Ссылка |
| ------ | -------------- | ------------------------------------------------------------------------------------- | ------------------- | ------ |
| Мир    | 3 ноября 2022  | Цифровые загрузки стриминг                                                            | DTA Elektra         | [ 3 ]  |
| Италия | 11 ноября 2022 | Radio airplay                                                                         | Warner              | [ 23 ] |
| США    | 14 ноября 2022 | Adult contemporary radio hot adult contemporary radio modern adult contemporary radio | Elektra 300 Elektra | [ 24 ] |
| США    | 15 ноября 2022 | Contemporary hit radio                                                                | Elektra 300 Elektra | [ 25 ] |